# Seiichiro Kubo
Seiichiro Kubo (født 22. juni 2001) er en japansk fodboldspiller.
Han har spillet for flere forskellige klubber i sin karriere, herunder FC Tokyo.